# 京都丹平
京都丹平（きょうとたんぺい）とは、1946年（昭和21年）に京都において、和田生光・木村勝正らによって創立された、主としてアマチュア写真家による団体。
京都丹平の母体は、当時大阪に活動拠点を置き、安井仲治・上田備山氏が中心であった丹平写真倶楽部である。
戦後まもなく、兵庫・奈良・京都に丹平写真倶楽部を母体とする支部が次々と創設されていった。
現在の会長は西岡伸太。

## 沿革
- 1930年（昭和5年） - 丹平写真倶楽部結成
- 1945年（昭和20年） - 終戦
- 1946年（昭和21年） - 丹平写真倶楽部より、京都丹平創立。御所八幡宮御池会館にて例会を行う。代表は木村勝正。
- 1953年（昭和28年） - 丹平写真倶楽部より、棚橋紫水らによりシュピーゲル写真家協会創立
- 1995年（平成7年） - 初代会長和田生光逝去、西岡伸太が第二代会長となる
- 2006年（平成18年） - 例会場をウイングス京都に変更
- 2009年（平成21年） - 例会場を染匠会館に変更
- 2010年（平成22年） - 例会場を三条サクラヤビルに変更

## 主催事業
- 京都丹平写真展（京都文化博物館）

## 外部サイト
- 丹平製薬